# Sárkány István (tornász)
Sárkány István (Torda, 1913. augusztus 5. – Budapest, 2009. november 28.) magyar olimpiai tornász, olimpiai bíró, tornaedző és tisztviselő. Sárkány 22 évesen képviselte Magyarországot az 1936-os berlini nyári olimpián. Minden férfi tornaversenyen részt vett, 29. helyezést ért el a gyűrűkben és 31. helyezést a boltozatban. A férfi egyéni összetett versenyen 64. helyezést ért el.

## Sportpályafutása
Személyes tornászkarrierjét a második világháború befolyásolta, mivel az 1940-es és az 1944-es olimpiát a háború miatt nem rendezték meg.
A háború és a náci uralom Sárkány magánéletére is hatással volt, amikor első házasságát kötötte barátjával és tornásztársával, Keleti Ágnessel. Zsidóként Keleti hallott egy pletykát, miszerint férjes nőket nem vittek munkatáborba, ezért 1944-ben sietve férjhez ment Sárkányhoz. A háború vége után 1950-ben elváltak. Keleti az 1952-es helsinki és az 1956-os melbourne-i játékokon összesen 10 érmet szerzett olimpiai hírnévvel. Továbbra is minden idők egyik legjobban kitüntetett olimpiai sportolója. Az olimpia történetének legjobb zsidó női sportolójaként tartják számon egy sérülés ellenére, ami miatt nem tudott részt venni az 1948-as londoni játékokon. Keleti 11. érmet kapott, amikor a magyar női válogatott ezüstöt szerzett az összetettben.
Sárkány hosszú éveken át magyar és nemzetközi torna pontozóbíróként tevékenykedett. Az olimpiai játékok hivatalos jelentései szerint az 1952-es olimpia nyújtó versenyeinek, az 1956-os melbourne-i játékoknak (nincs külön szer), az 1960-as római játékok ugró versenyeinek és az 1964-es tokiói játékok nyújtó versenyeinek bírájaként szerepel. Az olimpiai jelentések 1964 után már nem sorolták fel az egyéni bírókat, de úgy gondolják, hogy az 1968-as mexikóvárosi és az 1972-es müncheni játékokon is bíró volt.

## Emlékezete
Sárkányt a magyar torna és sporthírességek csarnokában tüntetik ki szolgálati éveiért.
Magyar sportdokumentumfilmekben is szerepel, leginkább az 1956-os melbourne-i nyári olimpiai játékokon. Ez az olimpia a „melbourne-i vérfürdő”-ről híres, ami egy vízilabdamérkőzés volt Magyarország és a Szovjetunió között, valamint számos magyar olimpiai sportolóról is híres volt, akik inkább menedékjogot kértek, mintsem visszatértek Magyarországra az orosz fennhatóság alatt. Néhány sportoló Ausztráliában maradt. Másokat az Egyesült Államokban fogadtak, és a Sports Illustrated által szponzorált turné keretében bejárták az országot. Keleti Ágnes menedékjogot kért és kivándorolt Izraelbe (később visszatért Magyarországra). István visszatért Magyarországra, hogy folytassa bírói és hivatali pályafutását.
Sárkány gyászjelentése kiemeli a magyar és az olimpiai tornasporthoz való hozzájárulását.

## Fordítás
- Ez a szócikk részben vagy egészben  az   István Sárkány című angol Wikipédia-szócikk fordításán alapul.  Az eredeti cikk szerkesztőit annak laptörténete sorolja fel. Ez a jelzés csupán a megfogalmazás eredetét és a szerzői jogokat jelzi, nem szolgál a cikkben szereplő információk forrásmegjelöléseként.